# Khalfan Mubarak
Khalfan Mubarak Khalfan Obaid Alrizzi Al Shamsi (tiếng Ả Rập: خلفان مبارك خلفان عبيد الرزي الشامسي; sinh ngày 9 tháng 5 năm 1995) thường được biết với tên Khalfan Mubarak, là một cầu thủ bóng đá người Các Tiểu vương quốc Ả Rập Thống nhất. Anh đá ở vị trí tiền vệ trung tâm và tiền vệ phải cho Al Jazira và UAE.

## Sự nghiệp câu lạc bộ

### Thời trẻ
Khalfan sinh ra ở Ajman, với bố là Mubarak Khalfan, cựu cầu thủ bóng đá của Ajman Club. Khi anh bắt đầu chơi bóng từ lúc nhỏ, năm 2001 tức là lúc 6 tuổi, bố anh đưa anh vào học viện trẻ Ajman đến khi anh 12 tuổi. Năm 2008, anh chuyển đến Al Ahli.

### Al Jazira
Ngày 12 tháng 7 năm 2013, Khalfan ký hợp đồng 3 năm với Al Jazira. Điều khoản cũng đưa ra rằng Al Jazira sẽ trả €375.000 cho Al Ahli về phí chăm sóc cầu thủ.

## Sự nghiệp quốc tế
Khalfan Mubarak bắt đầu sự nghiệp quốc tế của mình từ năm 2018.

### Cúp bóng đá châu Á 2019
Khalfan xuất hiện lần đầu tiên trong một giải đấu lớn cho đội tuyển quốc gia ở Cúp bóng đá châu Á 2019 khi anh ấy ghi bàn thắng quốc tế đầu tiên của mình khi đối đầu với Ấn Độ.

### Bàn thắng quốc tế
Tính đến 5 tháng 1 năm 2019
Bàn thắng cầu thủ ghi và tỉ số cuối cùng của đội tuyển Các Tiểu vương quốc Ả Rập Thống nhất.
| # | Ngày                | Địa điểm                                       | Đối thủ | Bàn thắng | Tỉ số | Giải           |
| - | ------------------- | ---------------------------------------------- | ------- | --------- | ----- | -------------- |
| 1 | 10 tháng 1 năm 2019 | Sân vận động Zayed Sports City, Abu Dhabi, UAE | Ấn Độ   | 1–0       | 2–0   | Asian Cup 2019 |